# Der Sommer (Gemälde)
Der Sommer, auch Landschaft mit Liebespaar, ist ein 1807 datiertes Gemälde von Caspar David Friedrich. Das Bild in Öl auf Leinwand im Format 41,7 cm × 103,6 cm befindet sich in der Neuen Pinakothek München. Es gehört zu den frühesten in Dresden entstandenen Ölbildern des Malers. Das Gemälde wurde zusammen mit dem 1931 verbrannten Gemälde Der Winter als Bildpaar konzipiert.

## Bildbeschreibung

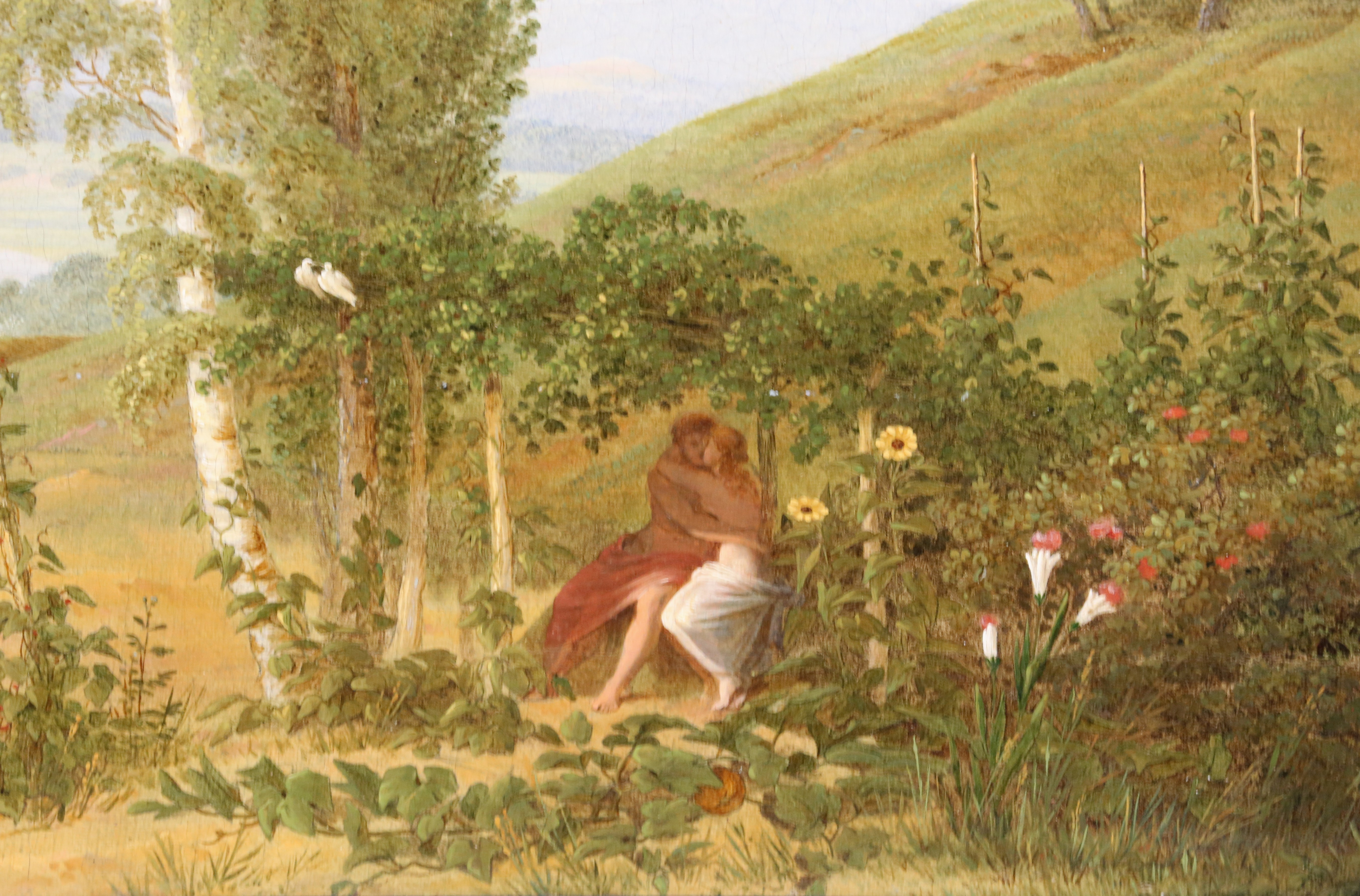
Der Sommer (Ausschnitt)

Das Bild zeigt einen Landschaftsausschnitt, in dem ein Gewässer zwischen flachen Hügeln bis in eine dunstige Ferne verläuft. Erkennbare Wiesen und Felder sind von Buschwerk und niedrigen Bäumen gesäumt. Der Vordergrund verdeckt bühnenhaft den rechten Teil der Aussicht und wird durch einen angedeuteten Feldweg begrenzt. Es handelt sich offenbar um den Rand eines Gartens oder einer Parklandschaft. Ein junges, sich umarmendes Liebespaar in antik anmutender Kleidung in einer Rosenlaube zieht die Blicke der Betrachter auf sich. Im Blätterdach der Laube sitzt ein Paar weißer turtelnden Tauben. Die beiden Personen befinden sich in einer Linie von Bäumen, Büschen und verschiedenen Pflanzen. Die Farben des Gemäldes sind hauptsächlich in heiteren Grüntönen gehalten.

## Bild und Natur
Das Bild zeigt möglicherweise den Tollensesee bei Neubrandenburg. Demnach zeigt der Vordergrund den Park des Schlosses Hohenzieritz. Die Rosenlaube befindet sich neben dem heute noch existierenden Schneckenberg. Die große italienische Pappel war wegen ihrer zypressenartigen Gestalt wirkungsvoll als Solitär im Park eingesetzt. Das Gewässer im veränderten Hintergrund deutet den Verbindungskanal von der Lieps zum Tollensesee an.

## Struktur und Ästhetik
Das von weichen Konturen der Hügel durchzogene Bild offenbart im Aufbau die strenge Geometrie, die Friedrich seinen Gemälden hinterlegt und oft nur zu ahnen ist. Für die perfekte Harmonie dieser Aussicht hat er einen Baumsolitär in den Goldenen Schnitt gesetzt. Der Hügel dahinter und die Berge am linken Rand schaffen als langgezogene, gegeneinanderstehende Dreiecke das fein austarierte Gleichgewicht der Komposition, die im Zentrum durch einen Wasserlauf getrennt ist. Die linke Hälfte repräsentiert mit dem helleren Licht die Sonnenseite des Bildes, damit das Paar in der Laube im Schatten des Baumsolitärs sitzt. Die Liebenden werden von den wenigen Farbtupfern, also Sonnenblume, Lilien, rote Rosenblüten und weiße Tauben, zur Stimmungskonzentration umgeben. Sonst changieren die dominierenden Töne zwischen grün und gelb. Die Pflanzen im Vordergrund sind friesartig aufgereiht und bilden so eine Grenze zwischen der freien Natur und der gestalteten Natur des Parks.

## Anregung

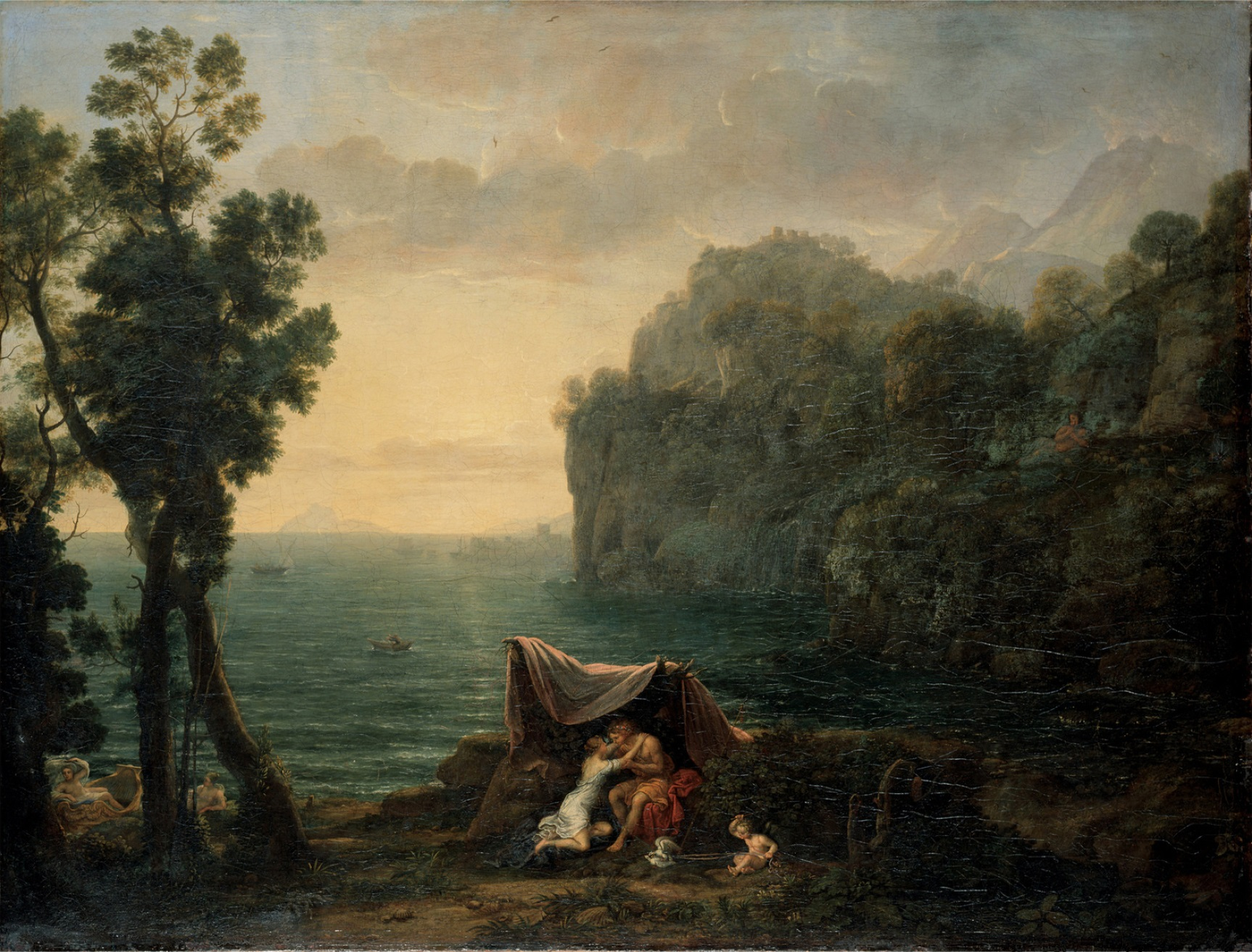
Claude Lorrain: Küstenlandschaft mit Acis und Galatea

Dem Gemälde gehen mehrere Zeichnungen aus seinen Zeiten-Zyklen voraus, die sich mit dem Landschaftsraum an der Lieps befassen. So hat der Maler ziemlich stringent auf die idealisierte Ausformulierung des Themas hingearbeitet. Die beiden Liebenden werden als eine Anspielung auf Claude Lorrains Küstenlandschaft mit Acis und Galatea gesehen. Dieses Gemälde studierte Friedrich bei seinen Besuchen in der Dresdner Gemäldegalerie. Er fertigt dort in seinen ersten Dresdner Jahren Skizzen von mehreren Lorrain-Gemälden an. Der Mythos von Acis und Galatea aus den Metamorphosen des Ovid ist ein beliebter Gegenstand von Literatur und Kunst. Mit diesem Rückgriff auf den antiken Stoff könnte die Absicht verbunden sein, die eher karge mecklenburgische Gegend in eine arkadische Landschaft zu verwandeln.

## Bilddeutung

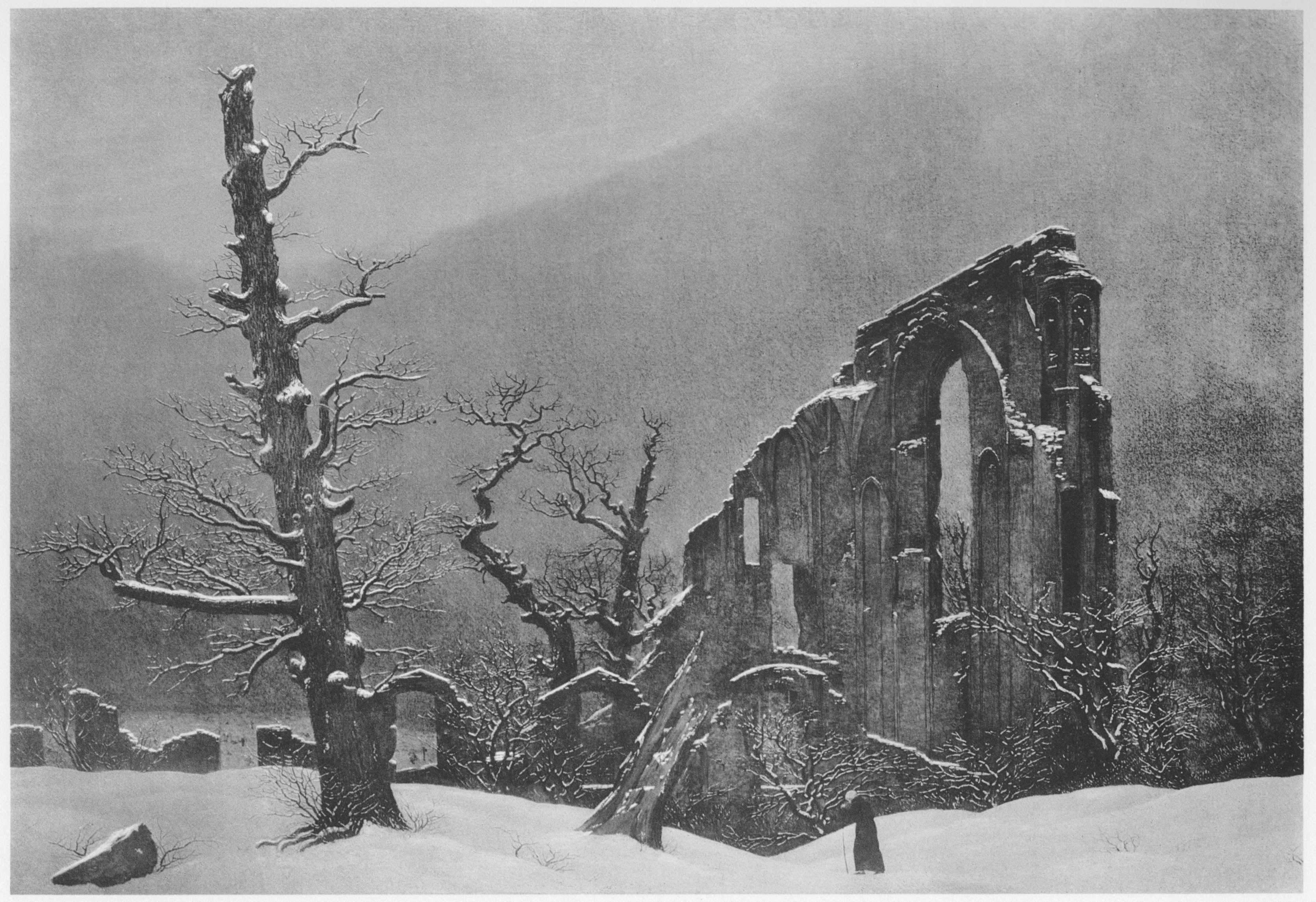
Der Winter

Mit der hellen, warmen Farbigkeit, die eine unerwartet heitere und gelöste Stimmung verbreitet, ist das Gemälde für Friedrich eher untypisch. Auf den ersten Blick erscheinen die blühende Natur, die anmutige Landschaft und die turtelnden Tauben als Illustration zum Glück dieses Liebespaares, das eng umschlungen in der Laube sitzt. Der Maler tut alles, um die Harmonie dieser Szene nicht zu trüben. Als Bild aus dem Zeiten-Zyklus und Pendant zu dem „Winter“ mit der Trostlosigkeit von Schneelandschaft, Ruine und einsamen Mönch, bietet es die ganze Fülle der Natur auf, die der Sommer als Jahreszeit zu bieten hat.
Helmut Börsch-Supan bietet eine religiöse Interpretation an, indem er in dem Gemälde eine Verschränkung von Auferstehung und Tod, Himmel und Erde, Lebenserwartung und Vergänglichkeit erkennt. Die Sonnenblume symbolisiere Frömmigkeit, die Lilie die Reinheit der Liebe und der Fluss den Lebensweg. Werner Busch unterstellt dem Maler in dem Bild das Bemühen, das für ihn ungewöhnliche Motiv des reinen Glücks durch die Geometrie des Gemäldes (Goldener Schnitt) in eine höhere ästhetisch gestiftete Ordnung zu überführen.

## Zeichnungen
Für das den Vordergrund durchziehende Pflanzenfries hat der Maler mehrere Naturstudien verwendet und Bäumchen, Sträucher, Gemüse und Blumen mit großer Genauigkeit ins Gemälde übernommen.

## Einordnung ins Gesamtwerk
Das Bild gehört in die Zeiten-Zyklen des Malers, die Tages-, Jahres- und Lebenszeiten miteinander verknüpfen. Es ist unbestritten das heiterste und innigste im Gesamtwerk. Mit dem Gemälde begann Friedrich seine Laufbahn als Ölmaler und erprobte damit eine neue Technik, indem er Arbeitsgänge aus der Sepia-Zeichnung anwendet, die eine größere farbliche Transparenz ermöglichen. Darüber hinaus bieten die Farben eine Erweiterung der Bildsymbolik des Malers.

## Provenienz
Das Werk wurde 1808 vom Graf von Medem erworben. Bis nach 1817 war es im Besitz der Grafen von Medem auf dem Gut Elley (Kurland). Nach 1818 wurde es verkauft an den Kunsthändler Paul Rusch (Dresden) und als Leihgabe an die Dresdner Galerie übereignet. 1931 wurde das Bild durch die Ludwigsgalerie München als Ersatz für das 1931 verbrannte Gegenstück Der Winter erworben. Die Neue Pinakothek kaufte das Bild 1916 im Kunsthandel.

## Erwerbungsgeschichte
Vermittelt wurde der Verkauf an den Grafen von Medem von Friedrichs Malerfreund Gerhard von Kügelgen, zusammen mit drei weiteren Gemälden: Nebel, Meeresstrand mit Fischer und Der Winter. Kügelgens aus Kurland stammende Frau Zoege von Manteuffel war mit den Grafen von Medem verwandt. Friedrich wurde mit dem Grafen von Medem bereits zwischen 1802 und 1804 bekanntgemacht, als sich dieser mit seiner Familie in Dresden aufhielt. Der Graf von Medem kannte die Landschaft am Tollensesee, auf die alle vier erworbenen Gemälde Bezug nehmen. Als Vertrauter der späteren Königin Louise von Preußen besuchte er als preußischer Offizier 1795 in deren Entourage das Schloss Hohenzieritz am Südende des Tollensesees.